# Albert Keller (Theologe)

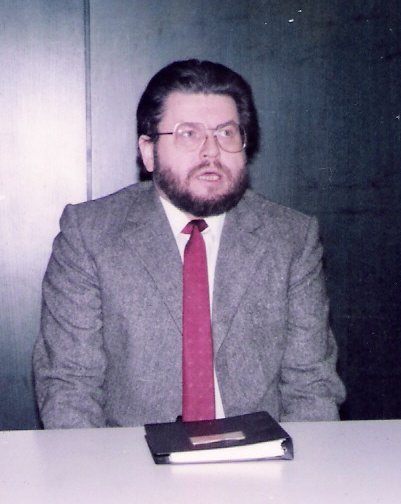
Albert Keller 1982 an der Hochschule für Philosophie

Albert Keller SJ (* 30. April 1932 in Nieder-Roden; † 5. Juli 2010 in München) war ein deutscher Theologe und Philosoph.

## Leben
Nach seinem Abitur 1952 am   Rudolf-Koch-Realgymnasium in Offenbach am Main trat Albert Keller noch im selben Jahr dem Jesuitenorden bei. Von 1952 bis 1954 absolvierte er das Noviziat im Studienheim Neuhausen/Fildern. Danach studierte er zunächst von 1954 bis 1958 Philosophie an der Philosophischen Hochschule Berchmanskolleg in Pullach, anschließend von 1958 bis 1962 Philosophie, Psychologie und Fundamentaltheologie an der Ludwig-Maximilians-Universität München. 1963 wurde er dort bei Helmut Kuhn mit der Arbeit Sein oder Existenz? Das Sein bei Thomas von Aquin in der Deutung der heutigen Scholastik promoviert. Anschließend studierte er von 1962 bis 1966 Katholische Theologie an der Päpstlichen Universität Gregoriana in Rom. 1965 empfing er dort die Priesterweihe.
Seit 1967 war Keller an der Hochschule für Philosophie der Jesuiten in München als Dozent tätig, seit 1969 als Ordinarius für Erkenntnistheorie und Sprachphilosophie. 1970 bis 1976 war er Rektor dieser Hochschule, 1976 bis 1980 zudem Leiter des Instituts für Kommunikationsforschung und Medienarbeit. 1984/1985 war er Gastprofessor an der Georgetown University in Washington, D.C., USA. Neben seiner Tätigkeit in verschiedenen Gremien war er seit 1997 Mitglied des Hochschulrates der Hochschule Landshut. 2000 wurde er emeritiert.
Keller war von 1971 bis 2008 Mitglied des Wissenschaftlichen Rates der Katholischen Akademie in Bayern. Er war Mitglied des Vorstandes der Gesellschaft Katholischer Publizisten Deutschlands und Ehrenmitglied der katholischen Studentenverbindung KDStV Vandalia Prag zu München im CV. Ferner gehörte er der Kompanie Tegernsee des Bundes der Bayerischen Gebirgsschützen an. Seit 1977 engagierte er sich im Rotary-Club München-Nymphenburg.
2003 wurde Keller mit der Franz-von-Sales-Tafel der Gesellschaft Katholischer Publizisten Deutschlands ausgezeichnet. Er galt, so die Laudatio der Preisverleihung, als ein besonders „aufmüpfiger“ und „moderner“ Theologe, der die Freiheit des Geistes, des Wortes und der Sprache liebte und sich zu diesem Zweck auch gerne der modernen Medien bediente. Zudem war er bekannt für seine oft sehr provokanten Predigten in St. Michael in München und seine Auftritte im Fernsehprogramm BR-alpha.
Er starb auf der Palliativstation St. Johannes von Gott am Krankenhaus der Barmherzigen Brüder in München-Nymphenburg.
Die Hochschule für Philosophie führt zu Kellers Andenken seit 2011 jährlich die Albert Keller Lecture durch. Erster Redner 2011 war der Sozialethiker Clemens Sedmak. 2015 wurde an der Hochschule für Philosophie der Albert-Keller-Stiftungslehrstuhl für Ethik und Wertorientierung errichtet. Dessen Inhaber wurde Andreas Trampota, der ihn bis 2022 innehatte.

## Schriften (Auswahl)
- Sein oder Existenz? Eine Auslegung des Seins bei Thomas von Aquin in der heutigen Scholastik. Pullacher Philosophische Forschungen Bd. 7, Hueber Verlag, München 1968.
- Sprachphilosophie. 2. Auflage. Alber, Freiburg i. Br., München 1989.
- Zeit – Tod – Ewigkeit. 2. Auflage. Tyrolia, Innsbruck 1981. Neuauflage: Landshut 2009, ISBN 978-3-935339-37-7.
- Über die Zeit. Harenberg, Dortmund 1992.
- Philosophie der Freiheit. Styria, Graz 1994, ISBN 3-222-12294-6. Neuauflage: Landshut 2009, ISBN 978-3-935339-38-4.
- Sinn im Unsinn, worüber Jesuiten lachen. Echter, Würzburg 2006, ISBN 3-429-02848-5.
- Allgemeine Erkenntnistheorie. 2. Auflage. Kohlhammer, Stuttgart 1990, ISBN 3-17-011071-3.
- Grundkurs des christlichen Glaubens: Alte Lehren neu betrachtet. 2. Auflage. Herder, Freiburg 2011, ISBN 978-3-451-32387-4.